# Los Rodríguez
Los Rodríguez a fost o formație argentiniană și spaniolă de rock și a fost fondată la 1991 în Madrid.

## Membrii formației
Membrii formației sunt:
- Andrés Calamaro.
- Ariel Rot.
- Julián Infante.
- Germán Vilella.

## Discografie

### Albums
- Buena suerte (1991)
- Disco pirata (1992)
- Sin documentos (1993)
- Palabras más, palabras menos (1995)
- Hasta luego (1996)
- Para no olvidar (2002)

### Singles
- "Engánchate conmigo" (1991)
- "Dispara" (1991)
- "No estoy borracho" (1992)
- "Dulce condena" (1993)
- "Sin documentos" (1993)
- "Salud (dinero y amor)" (1993)
- "Mi rock perdido" (1993)
- "Milonga del marinero y el capitán" (1995)
- "Palabras más, palabras menos" (1995)
- "Aquí no podemos hacerlo" (1995)
- "Todavía una canción de amor" (1995)
- "Para no olvidar" (1995)
- "Mucho mejor" (1995)
- "Mi enfermedad (versión 96)" (1996)
- "Copa rota" (1996)

## Legaturi externe
- Información del grupo - rockmusic.org Arhivat în 5 ianuarie 2006, la Wayback Machine. (spaniolă)
- Website de Calamaro Arhivat în 16 mai 2014, la Wayback Machine. (spaniolă)

1. ↑   https://www.insonoro.com/noticia/6789/fallece-dani-zamora--el-quinto-rodriguez Lipsește sau este vid: |title= (ajutor)